# Scaptodrosophila
Scaptodrosophila is een vliegengeslacht uit de familie van de Fruitvliegen (Drosophilidae).

## Soorten
- S. abdita Papp, Racz & Bachli, 1999
- S. deflexa (Duda, 1924)
- S. lebanonensis (Wheeler, 1949)
- S. rufifrons (Loew, 1873)